# Geo-IK
Geo-IK (russisch Гео-ИК, auch Musson-Eridan, GRAU-Index: 11F666) ist die Bezeichnung für russische Erdvermessungssatelliten.
Sie sind Nachfolger der Sfera-Baureihe und dienten der Bestimmung der Form des Gravitationsfeldes und damit auch der Form der Erde und eines genauen Koordinatensystems. Sie unterstützten so auch den Aufbau eines globalen Positionssystems. Der erste erfolgreiche Start eines Satellit der Baureihe (Kosmos-1312) erfolgte am 30. September 1981 mit einer Rakete vom Typ Zyklon-3 vom Kosmodrom Plessezk aus. Die zylindrischen Satelliten basieren auf dem Satellitenbus KAUR-1 und haben eine Höhe von 3,00 m und einen Durchmesser von 2,04 m. Die Gesamtlänge mit passiven Schwerkraftstabilisationsausleger beträgt 17,8 m, der Durchmesser mit ausgefahrenen Sonnenkollektoren 7,5 m. Entwickelt wurden sie vom NPO PM aus Schelesnogorsk (Krasnojarsk). Für die geodätischen Analysen waren fünf Systeme installiert. Ein 9,4-GHz-Radar liefert Höhenangaben über der Meeresoberfläche mit einer Genauigkeit von 3 bis 5 m. Ein Zwei-Frequenz-Dopplersystem (150 MHz und 400 MHz) mit 1 bis 3 cm/s Genauigkeit arbeitet bis zu 12 Stunden pro Tag und ein zusätzlich aktivierbarer 5,7/3,4-GHz-Transponder mit einer Genauigkeit von 3 bis 5 m. Zusätzlich sind Laserreflektoren mit einer Gesamtfläche von 0,024 m² auf der Raumsonde installiert und ermöglichen Entfernungsbestimmungen mit einer Genauigkeit von 1,5 m. Zur Nutzlast gehört auch ein Blitzlicht, welches bis zu 55 Mal pro Tag eine Serie von neun starken Lichtblitzen mit einer Frequenz von 1/3 Hertz produzieren kann. Wie das ähnliche Gerät auf Sfera diente es der sehr genauen Positionsbestimmung des Satelliten am Nachthimmel per Fotografie. Die Satelliten haben eine Lebensdauer von ein bis zwei Jahren. Der letzte verbleibende Satellit stellte am 5. Februar 1999 seine Arbeit ein.

## Satelliten
Insgesamt wurden 14 Satelliten gestartet, bevor die Baureihe durch Satelliten des Typs Geo-IK-2 abgelöst wurden.
| Name        | Startdatum                | Startkomplex | Fertigungsnummer | Startmasse kg | COSPAR-Bezeichnung | NORAD ID | Bahnneigung | Umlaufzeit min            | Perigäum km               | Apogäum km                |                           |
| ----------- | ------------------------- | ------------ | ---------------- | ------------- | ------------------ | -------- | ----------- | ------------------------- | ------------------------- | ------------------------- | ------------------------- |
| -           | 23. Januar 1981, 14:20    | 32/1         | 11               | 1596          | -                  | -        | 82,60°      | Umlaufbahn nicht erreicht | Umlaufbahn nicht erreicht | Umlaufbahn nicht erreicht | Umlaufbahn nicht erreicht |
| Kosmos-1312 | 30. September 1981, 13:00 | 32/1         | 12               | 1588          | 1981-098A          | 12879    | 82,61°      | 115,99                    | 1536,8                    | 1511,6                    |                           |
| Kosmos-1410 | 24. September 1982, 12:15 | 32/1         | 13               | 1547          | 1982-096A          | 13589    | 82,62°      | 115,99                    | 1521,9                    | 1499,9                    |                           |
| Kosmos-1510 | 24. November 1983, 15:33  | 32/2         | 14               | 1550          | 1983-115A          | 14521    | 73,63°      | 116,08                    | 1540,5                    | 1506,8                    |                           |
| Kosmos-1589 | 8. August 1984, 15:08     | 32/2         | 15               | 1554          | 1984-084A          | 15171    | 82,60°      | 116,00                    | 1522,7                    | 1499,4                    |                           |
| Kosmos-1660 | 14. Juni 1985, 13:36      | 32/1         | 17               | 1556          | 1985-047A          | 15821    | 73,64°      | 116,11                    | 1537,8                    | 1499,2                    |                           |
| Kosmos-1732 | 11. Februar 1986, 09:56   | 32/2         | 16               | 1557          | 1986-015A          | 16593    | 73,61°      | 116,08                    | 1544,4                    | 1499,0                    |                           |
| Kosmos-1803 | 2. Dezember 1986, 10:00   | 32/1         | 18               | 1552          | 1986-094A          | 17117    | 82,61°      | 116,05                    | 1526,8                    | 1502,6                    |                           |
| Kosmos-1823 | 20. Februar 1987, 07:43   | 32/2         | 19               | 1545          | 1987-020A          | 17535    | 73,62°      | 116,08                    | 1544,2                    | 1498,8                    |                           |
| Kosmos-1950 | 30. Mai 1988, 11:00       | 32/1         | 21               | 1548          | 1988-046A          | 19195    | 73,61°      | 116,10                    | 1541,5                    | 1504,7                    |                           |
| Kosmos-2037 | 28. August 1989, 03:14    | 32/2         | 20               | 1548          | 1989-068A          | 20196    | 73,58°      | 116,12                    | 1537,5                    | 1502,8                    |                           |
| Kosmos-2088 | 30. Juli 1990, 03:06      | 32/1         | 22               | 1556          | 1990-066A          | 20720    | 73,61°      | 116,12                    | 1543,7                    | 1503,7                    |                           |
| Kosmos-2226 | 22. Dezember 1992, 15:36  | 32/2         | 23               | 1536          | 1992-092A          | 22282    | 73,64°      | 116,07                    | 1537,6                    | 1497,7                    |                           |
| Geo-IK      | 29. November 1994, 05:54  | 32/2         | 24               | 1522          | 1994-078A          | 23411    | 73,62°      | 116,10                    | 1545,0                    | 1498,9                    |                           |